# Amorphochelus tuberculiferus
Amorphochelus tuberculiferus är en skalbaggsart som beskrevs av Marc Lacroix 1997. Amorphochelus tuberculiferus ingår i släktet Amorphochelus och familjen Melolonthidae. Inga underarter finns listade i Catalogue of Life.